# The D’Amelio Show
The D’Amelio Show ist eine US-amerikanische Dokumentation über Charli D’Amelio, Dixie D’Amelio, Heidi D’Amelio und Marc D’Amelio.

## Handlung
Eine gewöhnliche Familie rutscht in den Ruhm. Der Ruhm hat ihr Leben so schnell auf den Kopf gestellt. Charli versucht, ein Stück Normalität zu bewahren, indem sie an Tanzwettbewerben teilnimmt. Ihre Schwester Dixie kämpft derweil mit Angststörungen, da sie im Internet angegriffen wird. Einblicke in das Leben der Familie D’Amelio und wie anstrengend ihr Leben ist.

## Episodenliste

### Staffel 1
| Nr. (ges.) | Nr. (St.) | Deutscher Titel                    | Originaltitel                      | Erstveröffentlichung USA | Deutschsprachige Erstveröffentlichung (D/A/CH) |
| ---------- | --------- | ---------------------------------- | ---------------------------------- | ------------------------ | ---------------------------------------------- |
| 1          | 1         | Charli D’Amelio? Echt jetzt?       | Charli D’Amelio? What the Heck?    | 3. Sep. 2021             | 13. Okt. 2021                                  |
| 2          | 2         | Eine wahre Geschichte über uns     | A True Story of Us                 | 3. Sep. 2021             | 13. Okt. 2021                                  |
| 3          | 3         | So was sagt dir keiner ins Gesicht | No One Ever Says That to Your Face | 3. Sep. 2021             | 13. Okt. 2021                                  |
| 4          | 4         | Findest du, das ist es wert?       | Do You Feel Like It’s Worth It?    | 3. Sep. 2021             | 13. Okt. 2021                                  |
| 5          | 5         | Kopf auf dem Drehgelenk            | Head On a Swivel                   | 3. Sep. 2021             | 13. Okt. 2021                                  |
| 6          | 6         | Geht’s dir gut?                    | Are You Okay?                      | 3. Sep. 2021             | 13. Okt. 2021                                  |
| 7          | 7         | Nichts ist, wie es scheint         | Nothing Is as It Seems Online      | 3. Sep. 2021             | 13. Okt. 2021                                  |
| 8          | 8         | Auf die 17                         | Here’s to 17!                      | 3. Sep. 2021             | 13. Okt. 2021                                  |

### Staffel 2
| Nr. (ges.) | Nr. (St.) | Deutscher Titel                        | Originaltitel                        | Erstveröffentlichung USA | Deutschsprachige Erstveröffentlichung (D/A/CH) |
| ---------- | --------- | -------------------------------------- | ------------------------------------ | ------------------------ | ---------------------------------------------- |
| 9          | 1         | Das ist schon mal ein Anfang           | Somewhere to Start                   | 28. Sep. 2022            | 2. Nov. 2022                                   |
| 10         | 2         | Die Zeit meines Lebens                 | The Time of My Life                  | 28. Sep. 2022            | 2. Nov. 2022                                   |
| 11         | 3         | Trennungsschmerz                       | Going Through a Break-Up             | 5. Okt. 2022             | 2. Nov. 2022                                   |
| 12         | 4         | Die Schwester, die dem Ruhm nachjagt   | Clout-Chasing Sister                 | 5. Okt. 2022             | 2. Nov. 2022                                   |
| 13         | 5         | Öffentliches Drama                     | Public Drama                         | 12. Okt. 2022            | 2. Nov. 2022                                   |
| 14         | 6         | Da stimmt was nicht                    | Something's Off                      | 12. Okt. 2022            | 2. Nov. 2022                                   |
| 15         | 7         | Charli hat mich angelogen              | Charli Lied to Me                    | 19. Okt. 2022            | 2. Nov. 2022                                   |
| 16         | 8         | Zuerst und am schlimmsten              | At Your First and At Your Worst      | 19. Okt. 2022            | 2. Nov. 2022                                   |
| 17         | 9         | Du machst auf Drama                    | You're Being Drama                   | 26. Okt. 2022            | 2. Nov. 2022                                   |
| 18         | 10        | Diese Staffel war eine Achterbahnfahrt | This Season Has Been a Rollercoaster | 26. Okt. 2022            | 2. Nov. 2022                                   |

### Staffel 3
| Nr. (ges.) | Nr. (St.) | Deutscher Titel                           | Originaltitel                       | Erstveröffentlichung USA | Deutschsprachige Erstveröffentlichung (D/A/CH) |
| ---------- | --------- | ----------------------------------------- | ----------------------------------- | ------------------------ | ---------------------------------------------- |
| 19         | 1         | Meine Schwester ist meine größte Mobberin | All Filters Are Off                 | 20. Sep. 2023            | 20. Sep. 2023                                  |
| 20         | 2         | Menschlicher Boxsack                      | Human Punching Bag                  | 20. Sep. 2023            | 20. Sep. 2023                                  |
| 21         | 3         | Wir reisen nach Mailand!                  | We Are Going to Milan!              | 27. Sep. 2023            | 27. Sep. 2023                                  |
| 22         | 4         | Tu so, als wäre alles in Ordnung          | Pretend Like Everything's OK        | 27. Sep. 2023            | 27. Sep. 2023                                  |
| 23         | 5         | Diese Geschichte hat so viele Seiten      | There's so Many Sides to This Story | 4. Okt. 2023             | 4. Okt. 2023                                   |
| 24         | 6         | Ich hasse Charli D'Amelio                 | I Hate Charli D'Amelio              | 4. Okt. 2023             | 4. Okt. 2023                                   |

## Produktion und Veröffentlichung
Am 3. September 2021 feierte die Serie auf dem Streaming-Dienst Hulu Premiere.
In Deutschland startete die Serie am 13. Oktober 2021 auf dem Streamingdienst Disney+.
Hulu verlängerte die Serie am 15. November 2021 um eine weitere Staffel. Ab 28. September 2022 war die zweite Staffel auf Hulu abrufbar. Ab dem 2. November 2022 war die zweite Staffel auf Disney+ abrufbar.
Am 6. Dezember 2022 gab Hulu bekannt, dass die Serie um eine dritte Staffel verlängert wird. Die dritte Staffel begann am 20. September 2023 auf Hulu, und wurde zeitlich auch in Deutschland auf Disney+ ohne eine deutsche Synchronisation veröffentlicht.